# ISO 3166-1
O ISO 3166-1 é parte da norma ISO 3166 que sugere códigos para os nomes de países e dependências.
É um sistema de duas letras, que tem muitas aplicações, e mais propriamente para os domínios de topo da Internet.
Os capítulos que derivam deste código são:
- ISO 3166-2, códigos para subdivisões, tais como, estados e/ou províncias;
- ISO 3166-3, códigos para substituir códigos Alfa-2 obsoletos;
- ISO 4217, códigos para unidades monetárias;
- ISO 3166-1 Alfa-3, um sistema de 3 (três) letras (ver abaixo);
- ISO 3166-1 Numérico, um sistema numérico de 3 (três) dígitos, idêntico ao que foi definido pela Divisão de Estatística das Nações Unidas (ONU) (ver abaixo);

Um país ou território geralmente recebe um novo código Alfa se o seu nome é modificado, enquanto um novo código numérico é acrescentado se houver alteração dos limites fronteiriços.
Alguns códigos estão reservados, para atender razões várias.